# 대하아복고
대하아복고(大賀阿卜固, ?~?)는 거란(契丹)의 추장이며, 송막도독부(松漠都督府)의 도독이다. 대하굴가(大賀窟哥) 사후 그 지위를 이어받았으나, 대하굴가와는 달리 해족(奚族)과 연합하여 당나라를 공격하였다.
이에 660년 당 고종은 정양도독(定襄都督)인 아사덕구빈(阿史德樞賓), 좌무후장군(左武候將軍)인 연타제진(延陀梯眞), 거연주도독(居延州都督)인 이함주(李含珠)를 냉형도행군총관(冷陘道行軍總管)으로 삼았으며, 상서우승(尙書右丞)인 최여경(崔餘慶)으로 하여금 총호(總護) · 정양(定襄) 등 3부의 군사를 지휘하게 하여 해족을 토벌하였다. 이후 설인귀(薛仁貴)와 신문릉(辛文陵)이 흑산(黑山)에서 거란을 대파했으며, 대하아복고는 붙잡혀 낙양(洛陽)으로 압송되었다.

## 가계
- 아버지 : 대하굴가(大賀窟哥)
- 어머니 : 미상(未詳)

## 참고 문헌
- 《신당서(新唐書)》
- 《자치통감(資治通鑑)》